# 马宁 (曲棍球运动员)
马宁（2000年9月29日—），吉林省吉林市人，中国女子曲棍球运动员。她曾代表中国国家队参加2024年夏季奥林匹克运动会女子曲棍球比赛，获得一枚银牌。